# Список 25 найвпливовіших бізнес-книг про управління за версією журналу Тайм
«25 найвпливовіших бізнес-книг про управління» (англ. "The 25 Most Influential Business Management Books") — список, який опублікував американський журнал «Тайм» у серпні 2011 року.

## Повний список
1. Століття абсурду[en] — автор Чарльз Хенді[en].
2. Побудовані навічно. Успіх компаній, що володіють баченням[en] — автори Джим Коллінз (Jim Collins) та Джеррі Поррас (Jerry Porras).
3. Конкуруючи за майбутнє (Competing for the Future) — автори Гері Хемел[en] та К. К. Прахалад[en]
4. Конкурентна стратегія. Методика аналізу галузей і конкурентів (Competitive Strategy: Techniques for Analyzing Industries and Competitors) — автор Майкл Портер (Michael E. Porter)
5. Емоційний інтелект — автор Деніел Гоулман (Daniel Goleman)
6. Переосмислення Е-міфу: Чому більшість малих підприємств не працюють і що з цим робити (The E-Myth Revisited: Why Most Small Business Don't Work and What to Do about It) — автор Майкл Е. Гербер (Michael E. Gerber)
7. Енциклопедія менеджменту (The Essential Drucker) — автор Пітер Друкер (Peter Drucker)
8. П'ята дисципліна. Мистецтво й практика організації, що самонавчається (The Fifth Discipline: The Art and Practice of the Learning Organization) — автор Пітер Сенге (Peter Senge)
9. Спочатку поруште всі правила[en] — автори Маркус Бакінгем (Marcus Buckingham), Курт Коффман (Curt Coffman)
10. Ціль (The Goal) — автор Еліяху Моше Голдрат (Eliyahu Goldratt)
11. Від хорошого до великого. Чому одні компанії роблять прорив, а інші ні… (Good to Great: Why Some Companies Make the Leap … and Others Don't) — автор Джим Коллінз (Jim Collins)
12. Партизанський маркетинг (Guerilla Marketing) — автор Джей Конрад Левінсон (Jay Conrad Levinson)
13. Як здобувати друзів і впливати на людей (How to Win Friends and Influence People) — автор Дейл Карнегі (Dale Carnegie)
14. Людська сторона підприємства (The Human Side of Enterprise) — автор Дуглас Мак-Грегор (Douglas McGregor)
15. Дилема інноватора[en] — автор Клейтон Крістенсен (Clayton Christensen)
16. Попереду змін (Leading Change) — автор Джон Коттер (John P. Kotter)
17. Як стають лідерами (On Becoming a Leader) — автор Воррен Бенніс (Warren Bennis)
18. Вихід із кризи (Out of the Crisis) — автор Вільям Едвардс Демінг (W. Edwards Deming)
19. Мої роки в General Motors (My Years with General Motors) — автор Альфред Слоун (Alfred P. Sloan Jr.)
20. Менеджер за одну хвилину[en] — автори Кеннет Бланшар (Kenneth Blanchard), Спенсер Джонсон (Spencer Johnson)
21. Реінжиніринг корпорації. Маніфест революції в бізнесі (Reengineering the Corporation: A Manifesto for Business Revolution) — автори Джеймс Чампі (James Champy), Майкл Хаммер (Michael Hammer)
22. 7 звичок надзвичайно ефективних людей (The 7 Habits Of Highly Effective People, 1989) — автор Стівен Р. Кові (Stephen R. Covey)
23. Курс на Шість Сигм. Як General Electric, Motorola й інші провідні компанії світу вдосконалюють свою майстерність (The Six Sigma Way: How GE, Motorola and other Top Companies are Honing Their Performance) — автори Пітер С. Пенді (Peter S. Pande), Роберт П. Ньюмен (Robert P. Neuman), Роланд Р. Кевенег (Roland R. Cavanagh)
24. Виробнича система Toyota (Toyota Production System) — автор Таїті Оно (Taiichi Ohno)
25. Де мій сир? — автор Спенсер Джонсон (Spencer Johnson)